# Pływanie synchroniczne na Letniej Uniwersjadzie 2013
Zawody w pływaniu synchronicznym na Letniej Uniwersjadzie 2013 zostały rozegrane w dniach 5–9 lipca 2013 roku. Areną zmagań był Aquatics Palace.

## Medaliści
| Konkurencja         | 1. miejsce | Wynik  | 2. miejsce | Wynik  | 3. miejsce | Wynik  |
| ------------------- | --- | ------ | --- | ------ | --- | ------ |
| Solo                | Swietłana Romaszyna | 98,020 | Yukiko Inui | 92,070 | Linda Cerruti | 88,790 |
| Duety               | Rosja · Swietłana Kolesniczenko · Swietłana Romaszyna | 98,060 | Japonia · Yukiko Inui · Risako Mitsui | 93,010 | Włochy · Linda Cerruti · Costanza Ferro | 88,950 |
| Drużyny             | Rosja · Włada Czigiriowa · Swietłana Kolesniczenko · Darja Korobowa · Anisija Olchowa · Aleksandra Packiewicz · Jelena Prokofjewa · Ałła Szyszkina · Marija Szuroczkina · Anżelika Timanina · Aleksandra Zujewa                     | 98,010 | Japonia · Chisato Haga · Aika Hakoyama · Yukiko Inui · Mayo Itoyama · Hikaru Kazumori · Kei Marumo · Risako Mitsui · Kanami Nakamaki · Misa Sugiyama · Kurumi Yoshida | 92,570 | Stany Zjednoczone · Madison Crocker · Morgan Fuller · Leigh Haldeman · Megan Hansley · Mariya Koroleva · Michelle Moore · Olivia Morgan · Rosilyn Tegart · Evelyna Wang · Khadija Zanotto | 86,340 |
| Kombinacja dowolnie | Rosja · Włada Czigiriowa · Michaeła Kałancza · Swietłana Kolesniczenko · Darja Korobowa · Anisija Olchowa · Aleksandra Packiewicz · Jelena Prokofjewa · Ałła Szyszkina · Marija Szuroczkina · Anżelika Timanina · Aleksandra Zujewa | 97,690 | Japonia · Chisato Haga · Aika Hakoyama · Yukiko Inui · Mayo Itoyama · Hikaru Kazumori · Kei Marumo · Risako Mitsui · Kanami Nakamaki · Misa Sugiyama · Kurumi Yoshida | 92,180 | Węgry · Lili Edit Blasko · Eperke Fazekas · Julia Kiss · Kinga Koltai · Zsuzsanna Kovacs · Reka Laszlo · Zsofia Laszlo · Sara Tringer · Csilla Vandor                                     | 78,070 |

## Klasyfikacja medalowa
Opracowano na podstawie materiałów źródłowych.
| Miejsce | Państwo           | Złoto | Srebro | Brąz | Razem |
| ------- | ----------------- | ----- | ------ | ---- | ----- |
| 1.      | Rosja             | 4     | 0      | 0    | 4     |
| 2.      | Japonia           | 0     | 4      | 0    | 4     |
| 3.      | Włochy            | 0     | 0      | 2    | 2     |
| 4.      | Stany Zjednoczone | 0     | 0      | 1    | 1     |
| 4.      | Węgry             | 0     | 0      | 1    | 1     |
| Razem   | Razem             | 4     | 4      | 4    | 12    |